# Wola Kulońska
Wola Kulońska – wieś w Polsce, położona w województwie lubelskim, w powiecie biłgorajskim, w gminie Biszcza.
| SIMC    | Nazwa   | Rodza     |
| ------- | ------- | --------- |
| 0886707 | Dół     | część wsi |
| 0886713 | Za Górą | część wsi |

Wieś królewska Kulnienska Wola, położona była w 1589 roku w starostwie niegrodowym krzeszowskim w ziemi przemyskiej województwa ruskiego. W latach 1975–1998 miejscowość administracyjnie należała do województwa zamojskiego. 
Wieś jest sołectwem w gminie Biszcza. Według Narodowego Spisu Powszechnego z roku 2011 wieś liczyła 72 mieszkańców i była piątą co do wielkości miejscowością gminy.
Wierni Kościoła rzymskokatolickiego należą do parafii św. Jana Chrzciciela w Potoku Górnym.